# Улица Михайла Гришко (Киев)
У́лица Михайла Гришко (укр. ву́лиця Михайла Гришка) — улица в Дарницком районе города Киева, местность Осокорки (7-й микрорайон). Пролегает от улицы Бориса Гмыри до проспекта Петра Григоренко.
Нет примыкающих улиц.

## История
Улица возникла в начале 1990-х годов — с началом строительства 7-го микрорайона — под названием Верхняя. Современное название в честь украинского советского оперного певца Михаила Степановича Гришко — с 1993 года.

## Застройка
Застройка улицы представлена многоэтажными домами. 
- ТРЦ «Алладин».
- McDonald's.
- ветклиника «Алден-Вет».
- часовня Веры, Надежды, Любови и матери их Софии парафии Иоанна Богослова УПЦ.